# Hymenosomatidae
Die Hymenosomatidae sind eine Familie der Krabben (Brachyura) mit 122 Arten und die einzige Familie innerhalb der Überfamilie Hymenosomatoidea. Es handelt sich um freilebende Krabben, die vorwiegend im Flachwasser der Uferregion leben, einige Arten sind Süßwasserbewohner.

## Merkmale
Der Carapax ist rund bis queroval und seine Oberfläche glatt. Die Cuticula ist nur schwach verknöchert und ohne Borsten. Neben der deutlichen gastrokardialen Grube gibt es meist weitere deutliche Vertiefungen. Antero- und posterolaterale Ränder sind wenig markant und oft abgerundet. Augenhöhlen fehlen oder sind nur gering ausgeprägt, die Augen liegen exponiert und sind kaum zurückziehbar. Die Antennulengruben sind seicht und undeutlich abgegrenzt. Die Antennen sind mit dem Epistom verschmolzen, ihr zweites Glied ist schlank. Das Ischium des dritten Maxillipeden ist gut entwickelt, der Palpus artikuliert nahe dem vorn-seitlichen Rand des Merus. Die Milne-Edwards-Öffnungen sind deutlich und fest von den fächerförmigen Coxa verschlossen.
Das thorakale Sternum ist sehr breit, alle Nähte kurz und mittig unterbrochen. Die Segmente S1–3 sind einzeln und bilden einen engen Schild zwischen den dritten Maxillipeden. S4–8 sind deutlich vergrößert, die Nähte 4 / 5 – 7 / 8 mit gleichem Abstand und kurz. Die Verbindung zwischen thorakalem Sternum und Pterygostom ist durch die lange Erweiterung von S4 variabel ausgebildet. Das Achsenskelett zeigt eine dorsoventrale Zweiteilung in zwei gleich große Teile ober- und unterhalb der Verbindungsplatte. In Längsachse sind die Phragmata parallel angeordnet.
Die Sternopleonalhöhle ist bei Männchen längs verkürzt. Das sechste Pleonsegment ist mit dem Telson bei beiden Geschlechtern zu einem Pleotelson verschmolzen, die anderen Somiten sind variabel verschmolzen, im Falle von fusionierten dritten bis fünften Somiten entsteht ein steifes Pleon. Das Pleon der Weibchen ist meist deutlich kuppelförmig und bildet eine Brutkammer. Die Pleopoden sind bei Weibchen in der Anzahl reduziert oder komplett fehlend. Die Gonopore der Männchen liegt sternal. Das erste Gonopodium liegt hinter S8, das zweite hat einen breiten proximalen Abschnitt. Die Vulva ist variabel nach vorn verlagert auf dem ungeteilten Teil des Sternits, häufig an den schrägen äußeren Rändern der Sternopleonalhöhle. Einige Arten haben eine Pseudovulva.
Besonderheit der Entwicklung ist, dass Hymenosomatidae keine Megalopa-Phase in ihrer Entwicklung haben.

## Systematik
Zur Familie gehören zwei Unterfamilien: Hymenosomatinae MacLeay, 1838 und Odiomarinae Guinot, 2011.